# Ice on Fire Tour
Ice on Fire Tour – światowa trasa koncertowa Eltona Johna, która odbyła się na przełomie 1985 i 1986 r. W 1985 obejmowała 32 koncerty w Europie. W 1986 obejmowała 24 koncerty w Europie i 30 w Ameryce Północnej.

## Program koncertów

### Koncerty w 1985
1. „Highlander”
2. „Tonight”
3. „One Horse Town”
4. „Better off Dead”
5. „Rocket Man”
6. „Honky Cat”
7. „Burn Down the Mission”
8. „Someone Saved My Life Tonight”
9. „The Bitch Is Back”
10. „Song For You”/„Blue Eyes”/„I Guess That’s Why They Call It Blues”
11. „Restless”
12. „Passengers”
13. „Bennie and the Jets”
14. „Sad Songs (Say So Much)”
15. „Shot Down the Moon”
16. „This Town”
17. „Nikita”
18. „I’m Still Standing”
19. „Your Song”
20. „Wrap Her Up”
21. „Candle in the Wind”
22. „Kiss the Bride”
23. „Can I Get the Witness”

### Koncerty w 1986

#### Europa
1. „Highlander”
2. „Tonight”
3. „One Horse Town”
4. „Better off Dead”
5. „Rocket Man”
6. „Philadelphia Freedom”
7. „Burn Down the Mission”
8. „Someone Saved My Life Tonight”
9. „The Bitch Is Back”
10. „Song For You”
11. „Blue Eyes”
12. „I Guess That’s Why They Call It Blues”
13. „Paris”
14. „Restless”
15. „Bennie and the Jets”
16. „Sad Songs (Say So Much)”
17. „Cry To Heaven”
18. „This Town”
19. „Nikita”
20. „I’m Still Standing”
21. „Song For Guy”
22. „Saturday’s Night Alright For Fighting”
23. „Candle in the Wind”
24. „Can I Get A Witness”

#### USA
1. „Tonight”
2. „One Horse Town”
3. „Better Off Dead”
4. „Rocket Man”
5. „Philadelphia Freedom”
6. „Burn Down the Mission”
7. „Someone Saved My Life Tonight”
8. „The Bitch Is Back”
9. „Song For You”
10. „Blue Eyes”
11. „I Guess That’s Why They Call It Blues”
12. „Levon”
13. „Paris”
14. „Restless”
15. „Bennie and the Jets”
16. „Love Song”
17. „Sad Songs (Say So Much)”
18. „This Town”
19. „I’m Still Standing”
20. „Nikita”
21. „Saturday’s Night Alright For Fighting”
22. „Candle in the Wind”
23. „Your Song”

## Lista koncertów

### 1985
- 14, 15, 16 i 17 listopada – Dublin, Irlandia – Royal Dublin Society
- 20 i 21 listopada – Newport, Walia – Newport Centre
- 23 i 24 listopada – St Austell, Anglia – St. Austell Coliseum
- 26 i 27 listopada – Sheffield, Anglia – Sheffield City Hall
- 28 i 29 listopada – Edynburg, Szkocja – Edinburgh Playhouse
- 1, 2 i 3 grudnia – Manchester, Anglia – Manchester Apollo
- 4 i 5 grudnia – Nottingham, Anglia – Royal Concert Hall
- 7 grudnia – Brighton, Anglia – The Brighton Centre
- 11, 12, 13, 14, 15, 16, 17, 18 i 19 grudnia – Londyn, Anglia – Wembley Arena
- 21, 22 i 23 grudnia – Birmingham, Anglia – National Exhibition Centre
- 30 i 31 grudnia – Bournemouth, Anglia – International Centre

### 1986

#### Europa
- 3 i 4 stycznia – Glasgow, Szkocja – Glasgow Centre
- 5, 6 i 7 stycznia – Newcastle, Anglia – City Hall
- 9, 10 i 11 stycznia – Belfast, Irlandia Północna – King’s Hall
- 1 marca – Madryt, Hiszpania – Palacio de Deportes
- 4 marca – Barcelona, Hiszpania – Sports Palace
- 18 marca – Lille, Francja – Palais de Sports
- 19 i 22 marca – Paryż, Francja – Bercy
- 25 marca – Bazylea, Szwajcaria – St. Jakobshalle
- 30 marca – Monachium, Niemcy – Olympiahalle
- 1 kwietnia – Berlin, Niemcy – Waldbuhne Amphitheatre
- 3 i 4 kwietnia – Frankfurt, Niemcy – Festhalle
- 5 kwietnia – Dortmund, Niemcy – Westfalenhallen
- 6 kwietnia – Kolonia, Niemcy – Koln Sportshalle
- 20 kwietnia – Wiedeń, Austria – Stadthalle (dwa koncerty)
- 23 i 24 kwietnia – Rotterdam, Holandia – Ahoy Rotterdam
- 26 kwietnia – Bruksela, Belgia – Forest National

#### Ameryka Północna
- 15 sierpnia – Detroit, Michigan, USA – Joe Louis Arena
- 17 sierpnia – Clarkston, Michigan, USA – Pine Knob Music Theatre
- 18 sierpnia – Detroit, Michigan, USA – Joe Louis Arena
- 19 sierpnia – Cuyahoga Falls, Ohio, USA – Blossom Music Center
- 21 sierpnia – Bonner Springs, Kansas, USA – Sandstone Amphitheater
- 22 sierpnia – Bloomington, Minnesota, USA – Met Center
- 23 sierpnia – Chicago, Illinois, USA – Poplar Creek Music Theater
- 26 sierpnia – Toronto, Kanada – CNE Grandstand
- 27 sierpnia – Montreal, Kanada – Jarry Park Stadium
- 29 sierpnia – Hatford, Connecticut, USA – Hartford Civic Center
- 30 sierpnia – Saratoga Springs, Nowy Jork, USA – Saratoga Performings Arts Center
- 31 sierpnia – Columbia, Maryland, USA – Merriweather Post Pavillion
- 2 września – Filadelfia, Pensylwania, USA – The Spectrum
- 6 września – Worcester, Massachusetts, USA – DCU Center
- 7 września – Providence, Rhode Island, USA – Providence Civic Center
- 8 września – Filadelfia, Pensylwania, USA – The Spectrum
- 11, 12, 13 i 14 września – New York City, Nowy Jork, USA – Madison Square Garden
- 16 września – Atlanta, Georgia, USA – Omni Coliseum
- 20 września – Tallahassee, Floryda, USA – Leon County Civic Center
- 21 września – Tampa, Floryda, USA – USF Sun Dome
- 26 września – Houston, Teksas, USA – The Summit
- 27 września – Dallas, Teksas, USA – Reunion Arena
- 30 września – Denver, Kolorado, USA – McNichols Sports Arena
- 3 października – Oakland, Kalifornia, USA – Oakland Coliseum Arena
- 7 i 10 października – Los Angeles, Kalifornia, USA – Gibson Amphitheatre
- 12 października – Los Angeles, Kalifornia – Hollywood Bowl